# M16 (mina)

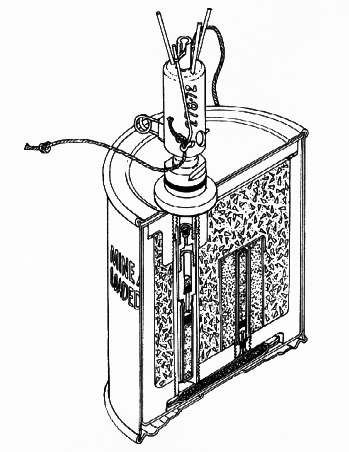
Corte esquemático de uma mina M16A2

A mina M16 é uma mina saltadora antipessoal desenvolvida nos Estados Unidos, com base em planos da mina-S capturados dos alemães após a Segunda Guerra Mundial.